# Maxim Granell
Pour l’article homonyme, voir Granell.
Pas d'image ? Cliquez ici

a Compétitions nationales et continentales officielles uniquement.

b Matchs officiels uniquement.
Dernière mise à jour le 24 avril 2025.
Maxim Granell, né le 26 juillet 2005, est un joueur français de rugby à XV et de rugby à sept. Il évolue au poste d'ailier à l'USA Perpignan.
Son père, Stéphane Granell, est entraîneur de l'USAP XV féminin de 2021 à 2024.

## Biographie
Maxim Granell étudie à l'institution Saint-Louis-de-Gonzague de Perpignan, où il rejoint la classe à horaires aménagés de l'établissement. Avec l'établissement, il participe au Championnat de France scolaire de rugby à XV ainsi qu'en rugby à XIII.
Maxim Granell commence la pratique du rugby à XV à l'Entente de la Têt avant de rejoindre l'USA Perpignan en 2015 et d'intégrer par la suite le centre de formation du club. En junior à l'USA Perpignan, il part plusieurs fois renforcer les rangs du Céret sportif Vallespir.
Durant sa jeunesse, il est sélectionné à plusieurs reprises en équipe de France de rugby à XV des moins de 18 ans,. En 2023, il fait partie des 100 joueurs sélectionnés pour la seconde édition de Générations bleues, un stage regroupant les rassemblements élite jeunes, réunissant durant 12 jours les meilleurs jeunes joueurs masculins de 16 ans à 18 ans,. De retour du stage, en sélection des moins de 18 ans, il participe à un match contre l'équipe d'Italie et gagne sur le score de 73 à 14. Il participe ensuite à un match de préparation contre l'Angleterre, gagné 29 à 24. Il participe ensuite au Festival des Six Nations 2023, où comme titulaire, il bat l’Angleterre 23 à 22 puis l'Écosse 50 à 7,.
La même année, il participe aux trois étapes de la saison 2023 du Supersevens,,. En janvier 2024, il joue son premier match professionnel en Challenge Cup contre les Newcastle Falcons. Il marque à cette occasion son premier essai à la 26e minute. Le mois suivant, il est sélectionné en équipe de France des moins de 20 ans pour le Tournoi des Six Nations 2024. Retenu pour le match contre l'Italie, il marque un essai qui ne suffit cependant pas à faire gagner son équipe,. Plus tard la même année, il remporte le Championnat d'Europe de rugby à sept avec l'équipe de France,.
De nouveau en rugby à sept, il participe pour la deuxième année aux trois étapes de la Saison 2024 du Supersevens,,. En octobre 2024, il joue son premier match en Top 14 contre le Racing 92. Par la suite, face au RC Vannes, il inscrit son premier essai en Championnat de France. Ce match est également sa première victoire avec les professionnels. Le 15 décembre de la même année, il joue son deuxième match en Challenge Cup face au Connacht Rugby. En mars 2025, il fait son retour en Top 14 lors d'un match face au RC Toulon. Il y marque un essai qui ne pouvant être confirmé est refusé par l'arbitrage, En 2025, il participe aux 6 matchs français de l'étape d'Hambourg pour le championnat d’Europe de rugby à 7,. Il devient alors champion d’Europe 2025 de rugby à 7

## Statistiques

### En club
| Saison              | Club                | Championnat | Championnat | Championnat | Compétitions de l'EPCR | Compétitions de l'EPCR | Compétitions de l'EPCR |
| Saison              | Club                | Compétition | Matchs      | Essais      | Compétition            | Matchs                 | Essais                 |
| ------------------- | ------------------- | ----------- | ----------- | ----------- | ---------------------- | ---------------------- | ---------------------- |
| 2023-2024           | USA Perpignan       | Top 14      | -           | -           | Challenge Cup          | 1                      | 1                      |
| 2024-2025           | USA Perpignan       | Top 14      | 3           | 1           | Challenge Cup          | 1                      | 0                      |
| Total USA Perpignan | Total USA Perpignan | Top 14      | 3           | 1           | Compétitions EPCR      | 2                      | 1                      |

### En équipe nationale

#### En équipe de France des moins de 20 ans
Maxim Granell est sélectionné en équipe de France des moins de 20 ans pour le Tournoi des Six Nations 2024. Retenu pour le match contre l'Italie, il marque un essai qui ne suffit cependant pas à faire gagner son équipe,.
| Matchs internationaux de Maxim Granell | Matchs internationaux de Maxim Granell | Matchs internationaux de Maxim Granell | Matchs internationaux de Maxim Granell | Matchs internationaux de Maxim Granell      | Matchs internationaux de Maxim Granell | Matchs internationaux de Maxim Granell | Matchs internationaux de Maxim Granell | Matchs internationaux de Maxim Granell | Matchs internationaux de Maxim Granell |
|                                        | Date                                   | Adversaire                             | Résultat                               | Compétition                                 | Poste                                  | Points                                 | Essais                                 | Pen.                                   | Drops                                  |
| -------------------------------------- | -------------------------------------- | -------------------------------------- | -------------------------------------- | ------------------------------------------- | -------------------------------------- | -------------------------------------- | -------------------------------------- | -------------------------------------- | -------------------------------------- |
| sous les couleurs de la France         |                                        |                                        |                                        |                                             |                                        |                                        |                                        |                                        |                                        |
| 1.                                     | 23 février 2024                        | Italie -20                             | 20-23                                  | Tournoi des Six Nations des moins de 20 ans | Ailier                                 | 5                                      | 1                                      | -                                      | -                                      |

#### En équipe de France de rugby à sept
Avec la sélection française, il participe aux deux étapes du Championnat d'Europe de rugby à sept 2024 puis à la seconde étape du tournoi de 2025. La France se classe en première position des deux championnats.
| Matchs internationaux de Maxim Granell (au 30 juin 2025) | Matchs internationaux de Maxim Granell (au 30 juin 2025) | Matchs internationaux de Maxim Granell (au 30 juin 2025) | Matchs internationaux de Maxim Granell (au 30 juin 2025) | Matchs internationaux de Maxim Granell (au 30 juin 2025) | Matchs internationaux de Maxim Granell (au 30 juin 2025) | Matchs internationaux de Maxim Granell (au 30 juin 2025) | Matchs internationaux de Maxim Granell (au 30 juin 2025) | Matchs internationaux de Maxim Granell (au 30 juin 2025) | Matchs internationaux de Maxim Granell (au 30 juin 2025) |
|                                                          | Date                                                     | Adversaire                                               | Résultat                                                 | Compétition                                              | Poste                                                    | Points                                                   | Essais                                                   | Pen.                                                     | Drops                                                    |
| -------------------------------------------------------- | -------------------------------------------------------- | -------------------------------------------------------- | -------------------------------------------------------- | -------------------------------------------------------- | -------------------------------------------------------- | -------------------------------------------------------- | -------------------------------------------------------- | -------------------------------------------------------- | -------------------------------------------------------- |
| sous les couleurs de la France                           |                                                          |                                                          |                                                          |                                                          |                                                          |                                                          |                                                          |                                                          |                                                          |
| 1.                                                       | 7 juin 2024                                              | Ukraine                                                  | 47-5                                                     | Rugby Europe Sevens Championship                         |                                                          |                                                          |                                                          |                                                          |                                                          |
| 2.                                                       | 7 juin 2024                                              | Italie                                                   | 42-0                                                     | Rugby Europe Sevens Championship                         |                                                          |                                                          |                                                          |                                                          |                                                          |
| 3.                                                       | 8 juin 2024                                              | Portugal                                                 | 14-19                                                    | Rugby Europe Sevens Championship                         |                                                          |                                                          |                                                          |                                                          |                                                          |
| 4.                                                       | 8 juin 2024                                              | Portugal                                                 | 40-12                                                    | Rugby Europe Sevens Championship                         |                                                          |                                                          |                                                          |                                                          |                                                          |
| 5.                                                       | 9 juin 2024                                              | Géorgie                                                  | 26-7                                                     | Rugby Europe Sevens Championship                         |                                                          |                                                          |                                                          |                                                          |                                                          |
| 6.                                                       | 9 juin 2024                                              | Irlande                                                  | 12-7                                                     | Rugby Europe Sevens Championship                         |                                                          |                                                          |                                                          |                                                          |                                                          |
| 7.                                                       | 28 juin 2024                                             | Ukraine                                                  | 33-17                                                    | Rugby Europe Sevens Championship                         |                                                          |                                                          |                                                          |                                                          |                                                          |
| 8.                                                       | 28 juin 2024                                             | Grande-Bretagne                                          | 31-19                                                    | Rugby Europe Sevens Championship                         |                                                          |                                                          |                                                          |                                                          |                                                          |
| 9.                                                       | 29 juin 2024                                             | Italie                                                   | 47-0                                                     | Rugby Europe Sevens Championship                         |                                                          |                                                          |                                                          |                                                          |                                                          |
| 10.                                                      | 29 juin 2024                                             | Espagne                                                  | 31-12                                                    | Rugby Europe Sevens Championship                         |                                                          |                                                          |                                                          |                                                          |                                                          |
| 11.                                                      | 30 juin 2024                                             | Allemagne                                                | 15-0                                                     | Rugby Europe Sevens Championship                         |                                                          |                                                          |                                                          |                                                          |                                                          |
| 12.                                                      | 30 juin 2024                                             | Irlande                                                  | 14-19                                                    | Rugby Europe Sevens Championship                         |                                                          |                                                          |                                                          |                                                          |                                                          |
| 13.                                                      | 27 juin 2025                                             | Irlande                                                  | 28-0                                                     | Rugby Europe Sevens Championship                         |                                                          |                                                          |                                                          |                                                          |                                                          |
| 14.                                                      | 27 juin 2025                                             | Géorgie                                                  | 24-7                                                     | Rugby Europe Sevens Championship                         |                                                          |                                                          |                                                          |                                                          |                                                          |
| 15.                                                      | 28 juin 2025                                             | Italie                                                   | 19-14                                                    | Rugby Europe Sevens Championship                         |                                                          |                                                          |                                                          |                                                          |                                                          |
| 16.                                                      | 28 juin 2025                                             | Portugal                                                 | 17-10                                                    | Rugby Europe Sevens Championship                         |                                                          |                                                          |                                                          |                                                          |                                                          |
| 17.                                                      | 29 juin 2025                                             | Grande-Bretagne                                          | 41-6                                                     | Rugby Europe Sevens Championship                         |                                                          |                                                          |                                                          |                                                          |                                                          |
| 18.                                                      | 29 juin 2025                                             | Italie                                                   | 14-7                                                     | Rugby Europe Sevens Championship                         |                                                          |                                                          |                                                          |                                                          |                                                          |

## Palmarès
- Vainqueur du Championnat d'Europe de rugby à sept en 2024 et 2025 avec l'équipe de France[32],[33],[31].